# Pussy Riot
Pussy Riot este o formație feministă de punk rock din Moscova. Înființată în august 2011, aceasta organizează spectacole provocatoare despre viața politică din Rusia în locuri neobișnuite, cum ar fi pe acoperișul unui troleibuz sau pe o schelă aflată la metroul din Moscova.
Pe 21 februarie 2012, patru membre ale grupului au susținut o reprezentație în Catedrala „Hristos Mântuitorul” din Moscova, motivate de opoziția față de președintele Vladimir Putin și față de politicile Bisericii Ortodoxe Ruse. Acțiunile lor au fost oprite de către ofițerii de securitate ai bisericii. Pe 3 martie, după apariția pe Internet a unei înregistrări a spectacolului, trei dintre membrii grupului au fost arestați și acuzați de huliganism.
Procesul lor a început la sfârșitul lunii iulie, stârnind multe controverse atât în Rusia, cât și la nivel global. Potrivit unui sondaj realizat de Centrul Levada, 44% dintre ruși au sprijinit procesul și au crezut în corectitudinea lui, în timp ce 17% nu. În același timp, membrii trupei au câștigat un oarecare sprijin în Rusia și pe plan internațional datorită acuzațiilor de tratament dur din timpul arestului și riscului unei posibile pedepse cu închisoare de până la șapte ani.
Pe 17 august 2012, cei trei membri au fost condamnați pentru huliganism (articolul 213.2 din Codul penal din Rusia), pe motiv de ură față de religie, fiecare primind doi ani de închisoare. Biserica Ortodoxă Rusă a emis o declarație prin care cere autorităților „să arate îndurare”, în contextul legii. Procesul și condamnarea au atras critici internaționale. Miniștrii de externe din Germania și Suedia, alături de reprezentanții Uniunii Europene și SUA, au numit sentința „disproporționată”.